# Губерман Ігор Миронович
Губерман Ігор Миронович (7 липня 1936, Харків, УРСР) — радянський поет і письменник єврейського походження. Автор власної віршованої форми під назвою «гаріки». Емігрував до Ізраїлю.

## Життєпис (коротко)
- У 1958 р. закінчив навчання у Московському інституті залізничного транспорту, за фахом - інженер-електрик. Працював інженером, але кохався в літературі.
- Після виші познайомився з Гінзбургом Олександром Іллічем (1933-2002), що входив до складу Московської Гельсінської групи. Гінзбург друкував журнал самвидаву «Синтаксис». Губерман сам почав друкуватися як поет самвидаву, хоча офіційно теж друкував науково-популярні твори.
- У 1979 р. арешт (за діяльність у самвидаві), але арешт закамуфлювали карною статтею «за спекуляцію», щоб не робити чергового політичного процесу. Отримав п'ять років радянського ув'язнення, перебував у Сибіру.
- З ув'язнення вийшов у 1984 р.
- Мав значний спротив радянської системи, не мав прописки і права влаштуватися на роботу в Москві.
- У 1987 р. емігрував до Ізраїлю.
- З 1988 р. мешкає в місті Єрусалим.

Не пориває зв'язків з Україною. У вересні 2010 р. перебував на запрошення на книжковому ярмарку у місті Львів, де представляв країну Ізраїль.

## Громадянська позиція
Неодноразово висловлював підтримку Майдану та засуджував російську агресію в Україні.
| ...Україна - країна унікальна, це вражаюче явище!... Як усі нормальні люди, переживаю через цю страшну війну, бажаю, щоб скоріше вона закінчилася, щоб Україна попрямувала нарешті тим шляхом, який вона обрала, і збулися ті сподівання, з якими люди виходили на Майдан. Тримаю за вас кулаки і не перестаю захоплюватися тим, що ви зробили!.. ...кожна людина гідна тієї інформації, яку вона вбирає... Якщо повірила людина в розіпнутих немовлят і укрофашистів міфічних, значить, були передумови, насіння потрапило на благодатний ґрунт, з необхідними, так би мовити, добривами ... |

## Вибрані твори (російською)
- Чудеса и трагедии чёрного ящика, 1969;
- Третий триумвират. М.; Детская литература, 1974
- Бехтерев: страницы жизни, 1977;
- Игорь Гарик. "Еврейские Да-Цзы-Бао. Иерусалим, 1978
- Губерман Игорь. "Бумеранг". Ann Arbor, USA, Hermitage, 1982
- Губерман Игорь. "Прогулки вокруг барака", Englewood, USA, Hermitage, 1988
- «Гарики на каждый день», Москва, «ЭМИА», 1992
- Прогулки вокруг барака
- Собр. соч. в 4 т. Нижний Новгород, 1996;
- Антология Сатиры и Юмора России XX века. Т.17, М., 2001;
- Окунь А., Губерман И. Книга о вкусной и здоровой жизни. Спб., 2003
- Гарики предпоследние. Гарики из Атлантиды. Эксмо, 2004
- Губерман И., Окунь А. Путеводитель по стране сионских мудрецов. Лимбус Пресс, Издательство К. Тублина. С-Пб.-М. 2009. 552 стр. ISBN 978-5-8370-0571-8.
- Собрание сочинений: в 4 т. - М. : (издательство) Время, 2009.